# Charan Singh
Charan Singh (23 de diciembre de 1902-29 de mayo de 1987) fue un político indio, que ocupó el cargo de primer ministro de la India entre el 28 de julio de 1979 hasta el 14 de enero de 1980. Es conocido por historiadores y también popularmente como el «campeón de los campesinos indios».
Nació en el pueblo Noorpur, en el distrito Hapur, Uttar Pradesh (en ese entonces, Provincias Unidas de Agra y Oudh) en el seno de una familia de origen jat y campesina. Comenzó sus actividades políticas dentro del movimiento independentista de la India motivado por Mohandas Gandhi.
Fue además ministro de Finanzas y de Asuntos Exteriores de la India.